# 大阪名物世界一王座
大阪名物世界一王座（おおさかめいぶつせかいいちおうざ）は、大阪プロレスが管理、認定している王座。

## 歴史
2000年1月4日、大阪プロレス大阪府立門真スポーツセンターサブアリーナ大会で行われた初代王座決定戦に勝利したくいしんぼう仮面が初代王者になった。
プロレスの王座としては珍しくランキング制を導入しており、敗れた王者は「大阪名物世界二」に降格する。降格以降は王座が移動する度に「大阪名物世界三」、「大阪名物世界四」、「大阪名物世界五」と繰り下がっていく。

## 歴代王者
| 歴代   | 選手                | 戴冠回数 | 防衛回数 | 獲得日付       | 獲得場所 （対戦相手・その他）                                                   |
| ------ | ------------------- | -------- | -------- | -------------- | ------------------------------------------------------------------------------- |
| 初代   | くいしんぼう仮面    | 1        | 不明     | 2000年1月4日   | 大阪府立門真スポーツセンターサブアリーナ えべっさん（初代）                     |
| 第2代  | えべっさん（初代）  | 1        | 0        | 2003年2月1日   | 大阪城ホール                                                                    |
| 第3代  | ペロ                | 1        | 0        | 2003年3月29日  | デルフィンアリーナ                                                              |
| 第4代  | えべっさん（初代）  | 2        | 0        | 2003年4月5日   | デルフィンアリーナ                                                              |
| 第5代  | タイガースマスク    | 1        | 不明     | 2003年7月6日   | MOTHER HALL 返上                                                                |
| 第6代  | ミラクルマン        | 1        | 1        | 2003年12月7日  | デルフィンアリーナ えべっさん（初代）、くいしんぼう仮面、ペロによる4WAYマッチ   |
| 第7代  | えべっさん（初代）  | 3        | 不明     | 2004年1月31日  | デルフィンアリーナ                                                              |
| 第8代  | くいしんぼう仮面    | 2        | 2        | 2004年2月21日  | 大阪城ホール 剥奪                                                               |
| 第9代  | ポリスメ〜ン        | 1        | 不明     | 2006年2月18日  | デルフィンアリーナ 返上                                                         |
| 第10代 | おき太くん          | 1        | 不明     | 2006年2月26日  | なみやドーム ポリスメ〜ン 返上                                                  |
| 第11代 | 須知軍曹            | 1        | 0        | 2007年7月12日  | 大阪府立国際会議場イベントホール ミラクルマン、くいしんぼう仮面による3WAYマッチ |
| 第12代 | えべっさん（3代目） | 1        | 0        | 2007年8月25日  | デルフィンアリーナ                                                              |
| 第13代 | くいしんぼう仮面    | 3        | 0        | 2007年12月16日 | 新宿FACE                                                                        |
| 第14代 | ミラクルマン        | 2        | 0        | 2008年3月9日   | 新宿FACE                                                                        |
| 第15代 | 松山勘十郎          | 1        | 不明     | 2008年4月29日  | 松下IMPホール 封印                                                              |
| 第16代 | くいしんぼう仮面    | 4        | 2        | 2010年4月29日  | 松下IMPホール 菊タロー                                                          |
| 第17代 | 救世忍者乱丸        | 1        | 1        | 2010年6月27日  | 松下IMPホール                                                                   |
| 第18代 | くいしんぼう仮面    | 5        | 不明     | 2010年7月19日  | 大阪ミナミ ムーブ・オン アリーナ 返上                                           |
| 第19代 | くいしんぼう仮面    | 6        | 1        | 2023年5月21日  | COOL JAPAN PARK OSAKA TTホール 松山勘十郎、大坂丈一郎による3WAYマッチ           |
| 第20代 | 大坂丈一郎          | 1        | 2        | 2023年12月10日 | 咲洲モリーナ                                                                    |
| 第21代 | 松山勘十郎          | 2        | 0        | 2024年8月24日  | アゼリア大正                                                                    |
| 第22代 | 大坂丈一郎          | 2        | 0        | 2024年12月29日 | 大阪府立門真スポーツセンターサブアリーナ                                        |